# Výzkumný ústav pro sdělovací techniku A. S. Popova
Výzkumný ústav pro sdělovací techniku A. S. Popova (zkráceně VÚST/TESLA VUST) vznikl v roce 1950 pod názvem TESLA Elektronik a samotný areál byl otevřen v roce 1958. V tomtéž roce přibyl i Výzkumný ústav pro elektrotechnickou fyziku a v roce 1965 i Výzkumný ústav pro elektroakustiku. V roce 1968 zajistil na začátku sovětské okupace i náhradní televizní vysílání. Od roku 1980 nesl ústav nový název TESLA Výzkumný ústav pro sdělovací techniku A. S. Popova

## Historie
Po válce došlo ke znárodnění (bez náhrady) a postupnému sloučení 81 soukromých firem slaboproudé techniky do národního podniku TESLA. Jejich výzkumná oddělení byla alokována do tzv. Ústředního vývoje TESLA, který se následně rozdělil do 4 divizí: ústředí, Ústav pro výzkum radiotechniky Opočínek, Závod A. S. Popova a závod Vysočany.
Závod AS Popova se dělil na VÚST a VÚ Telekomunikací, který se následně přeměnil na VÚ Elektrotechniky a pak se s VÚST sloučil v roce 1965. Současně s areálem Výzkumného ústavu pro sdělovací techniku A. S. Popova byla v Praze 4 zahájena i stavba Ústavu průzkumu uhelných ložisek (zkráceně ÚPUL). Ten byl ale v době výstavby přemístěn do Ostravy a jeden rozestavěný objekt pro tento ústav se stal součástí areálu VÚST. Budově se v zaměstnanecké hantýrce nadále říkalo UPUL. V jeho suterénu byla umístěna plošnospojovna, zkapalňování technických plynů a v patrech technologie pro výrobu a tažení polovodičových krystalů. Smyslem ústavu byl aplikovaný výzkum a ověřovací výroba v oblasti bezdrátové sdělovací techniky, polovodičových materiálů, pasivních radioelektronických součástek a nakonec i akustických měničů. V roce 1965 se přeměnil z pouhé rozpočtové organizace na samostatně hospodářskou organizaci. Od 1. 1. 1980 se ústav stal rezortním výzkumným ústavem Federálního ministerstva elektrotechnického průmyslu pod novým názvem TESLA Výzkumný ústav pro sdělovací techniku A. S. Popova. V r. 1988 se stal ústav státním podnikem. Po roce 1989 areál došlo k odvolání ředitele Rudolfa Šorma a ústav změnil strukturu na centrálu s 9 divizemi, které se postupně privatizovaly. Cca 1/3 zaměstnanců ústavu přešla do nově vzniklých soukromých firem zabývajících se původní činností v ústavu. Mezitím se připravoval privatizační projekt Technologický park INCEL PRAHA (Společnost Inovačního centra elektroniky). Vize technologického parku nebyla schválena a nakonec došlo ke schválení privatizace formou veřejné soutěže a areál v roce 1998 koupila developerská společnost BesNet s.r.o. Ústav po právní stránce zanikl, vypořádávala se zbylá aktiva a výmaz z OR nastal 28. 8. 2008. V původním areálu ústavu se dosud nachází řada firem založených bývalými zaměstnanci.  
Další zajímavosti ze života a historie ústavu se lze dozvědět na stránkách https://vust.webnode.cz, které udržují bývalí zaměstnanci VUST. 

### Ředitelé
- 1. 1. 1950 – 30. 11. 1952 Jiří Rada
- 1. 12. 1952 – 31. 10. 1953 František Húbner
- 1. 11. 1953 – 28. 2. 1971 Jiří Rada
- 1. 3. 1971 – 31. 8. 1981 Ing. Zdeněk Kaňka
- 1. 9. 1981 – 31. 1. 1990 Ing. Rudolf Šorm CSc.
- 1. 2. 1990 – 30. 4. 1990 RNDr. Jiří Červený CSc.
- 1. 5. 1990 – 14. 10. 1990 Ing. Jiří Cetkovský
- 15. 10. 1990 – 31. 12. 1994 Ing. Václav Neumajer
- 1. 1. 1995 – 28. 8. 2008 Ing. Milan Duchek